# Lombardei-Rundfahrt 1992
Die Lombardei-Rundfahrt 1992 war die 86. Austragung der Lombardei-Rundfahrt  und fand am 17. Oktober 1992 statt. Die Gesamtdistanz des Rennens betrug 241 Kilometer. Es siegte Tony Rominger vor Claudio Chiappucci und dem Davide Cassani.

## Teilnehmende Mannschaften
| CLAS-Cajastur Carrera Jeans-Vagabond Ariostea PDM-Ultima-Concorde Helvetia-Commodore | TVM-Sanyo GB-MG Boys Maglificio-Bianchi ONCE Castorama Panasonic-Sportlife | Lampre-Colnago-Animex Motorola Gatorade-Chateau d’Ax Buckler Lotto-Mavic-MBK | Tulip Computers Lotus-Festina Mercatone Uno-Zucchini-Medeghini Italbonifica-Navigare Jolly Componibili-Club 88 | Telekom-Merckx |

## Ergebnis
| Rang | Fahrer             | Team                          | Zeit       |
| ---- | ------------------ | ----------------------------- | ---------- |
| 1    | Tony Rominger      | CLAS-Cajastur                 | 6h 07' 50" |
| 2    | Claudio Chiappucci | Carrera Jeans-Tassoni         | + 41"      |
| 3    | Davide Cassani     | Ariostea                      | + 2' 50"   |
| 4    | Raúl Alcalá        | PDM-Ultima-Concorde           | + 5' 15"   |
| 5    | Rolf Sørensen      | Ariostea                      | + 2' 09"   |
| 6    | Beat Zberg         | Helvetia-Commodore            | + 6' 53"   |
| 7    | Udo Bölts          | Team Telekom                  | + 7' 22"   |
| 8    | Bo Hamburger       | TVM-Sanyo                     | gl. Zeit   |
| 9    | Davide Rebellin    | GB-MG Boys Maglificio-Bianchi | + 7' 44"   |
| 10   | Stephen Hodge      | ONCE                          | gl. Zeit   |